# Bengal Brigade
Bengal Brigade és un film estatunidenc realitzat per László Benedek el 1954.

## Sinopsi
El 1856, al vast imperi britànic de l'índia, un brillant oficial deu donar la seva dimitir després d'haver desobeït les ordres d'un superior. Esdevé llavors caçador de feres (tigres) i reprèn eventualment el servei introduint-se secretament al palau del raja, un conspirador que vol alliberar el seu país del domini estranger gràcies a una formidable revolta fomentada entre els sipais.

## Repartiment
- Rock Hudson: Jeff Claywood
- Arlene Dahl: Vivian Morrow
- Ursula Thiess: Latah
- Torin Thatcher: coronel Morrow
- Dan O'Herlihy: capità Blaine
- Michael Ansara: Furan Singh
- Mel Welles
- Shepard Menken
- Arnold Moss: Rajah Karam
- Leonard Strong: Mahindra